# Вербичі (зупинний пункт)
Ве́рбичі — пасажирський залізничний зупинний пункт Київської дирекції Південно-Західної залізниці на неелектрифікованій лінії Чернігів — Горностаївка між станціями Голубичі (4,5 км) та Халявин (16,4 км). Розташований неподалік від сіл Вербичі та  Голубичі Чернігівського району Чернігівської області.

## Історія
Зупинний пункт відкритий 1900 року під первинною назвою Платформа 76 км.
3 серпня 2023 року, відповідно до Закону України «Про географічні назви», Програми дерусифікації інфраструктури залізничного транспорту АТ «Укрзалізниця», затвердженої рішенням правління від 28 листопада 2022 року, Методичних рекомендацій щодо внесення змін до Тарифного керівництва № 4 залізниць України та ведення електронної бази даних Тарифного керівництва № 4, затверджених наказом Укрзалізниці від 14 липня 2015 року № 230-Ц/од, зупинний пункт Платформа 76 км перейменований у Вербичі, за однойменною назвою села, що розташоване неподалік.

## Пасажирське сполучення
На платформі Вербичі зупиняються лише дві пари приміських поїздів сполученням Чернігів — Горностаївка.